# Landkreis Aue-Schwarzenberg
Landkreis Aue-Schwarzenberg var mellan 1994 och 2008 ett distrikt (Landkreis) i västra delen av den tyska delstaten Sachsen med Aue som huvudort. Här bor 131 365 människor (september 2005). Bilarna har ASZ på nummerskyltarna.

## Geografi
Landkreis Aue-Schwarzenberg gränsar i norr till Landkreis Zwickauer Land och Landkreis Stollberg, i öster Landkreis Annaberg, i söder Karlovarský kraj (Tjeckien) och i väster Vogtlandkreis.
Landkreisen ligger i västra Erzgebirge. Det högsta berget är Auersberg mellan Eibenstock och Johanngeorgenstadt med 1019 meter över havet.

## Historia
Efter andra världskriget ockuperades vissa städer i området varken av sovjetiska eller allierade trupper under några veckor. Under dessa veckor bildades "Freie Republik Schwarzenberg".
Landkreis Aue-Schwarzenberg kom till 1994 genom sammanslagningen av Landkreis Aue och Landkreis Schwarzenberg. Fram till 1 januari 1995 hette den Westerzgebirgskreis.
2008 genomfördes åter en administrativ reform där distriktet Aue-Schwarzenberg blev sammanslagen med tre andra distrikt, området ingår numera i distriktet Erzgebirgskreis.

## Administrativ indelning
Följande städer och Gemeinden ligger i Landkreis Aue-Schwarzenberg (invånarantal 2005):

### Städer
- Aue (18 385)
- Eibenstock (6 597)
- Grünhain-Beierfeld (6 639)
- Johanngeorgenstadt (5 452)
- Lauter (4 984)
- Lößnitz (10 408)
- Schneeberg (ort) (16 647)
- Schwarzenberg (18 506)

### Gemeinden
- Bad Schlema (5 508)
- Bernsbach (4 661)
- Bockau (2 606)
- Breitenbrunn (4 639)
- Markersbach (1 922)
- Pöhla (1 285)
- Raschau (4 032)
- Rittersgrün (1 848)
- Schönheide (5 327)
- Sosa (2 166)
- Stützengrün (3 828)
- Zschorlau (5 925)